# Listă de localități din municipiul Bender
Această listă conține satele și orașele din municipiul Bender, Republica Moldova.
| Denumire       | oraș / centru de comună / sat |
| -------------- | ----------------------------- |
| Bender         | oraș, reședința municipiului  |
| Proteagailovca | sat (comună)                  |